# Kymelos

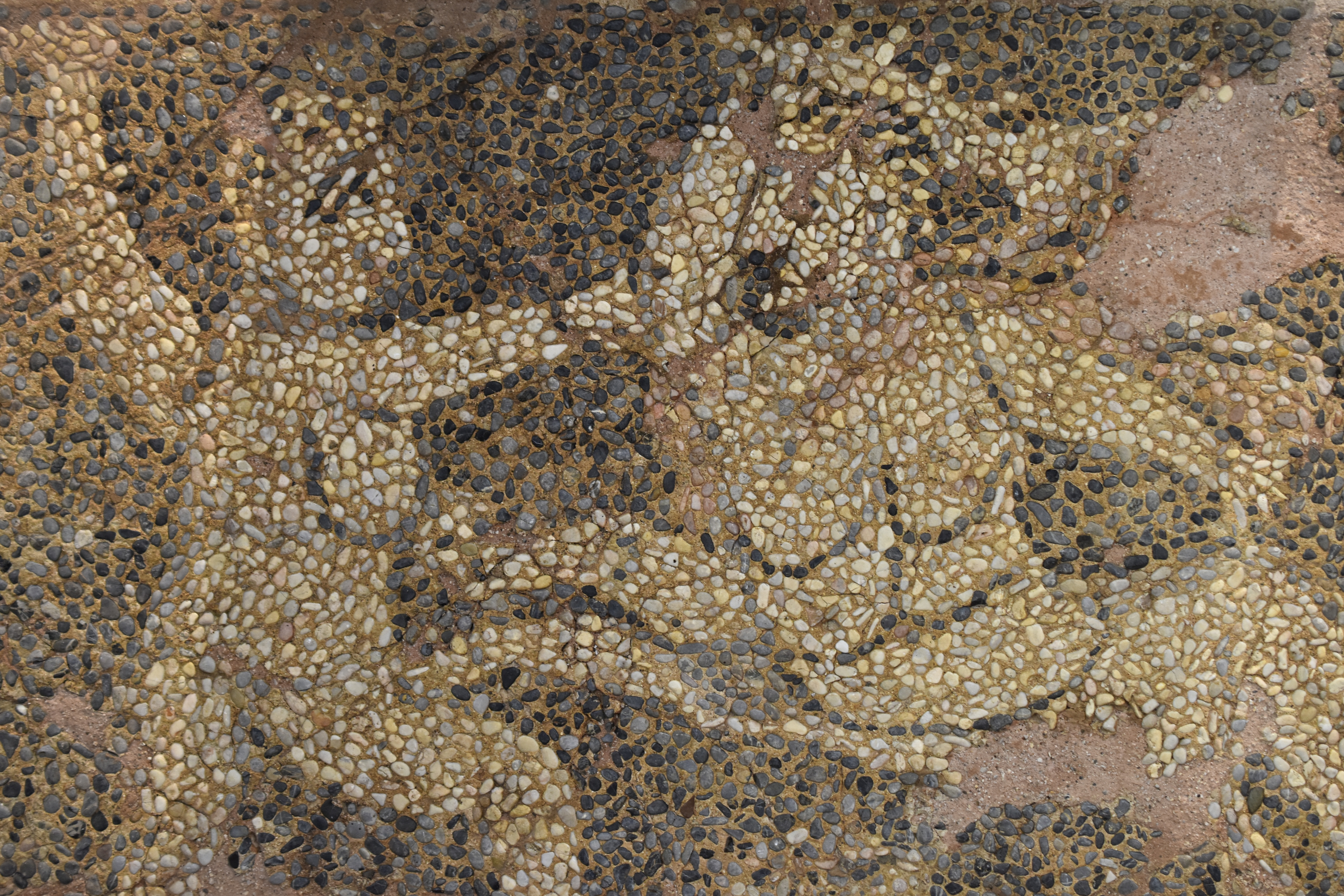
Mosaik, 2. Jh. v. Chr., Kentaur attackiert einen Lapithen.

Kymelos ist in der griechischen Mythologie ein Lapithe, der in der Kentauromachie auf der Hochzeit des Peirithoos vom Kentauren Nessos getötet wird. Einzige Quelle sind die Verse 453–454 in den Metamorphosen des Ovid. 

## Name
Er kommt vom griechischen κýμηλοσ, kýmelos; lateinisch und deutsch nach der Betonungsregel mit abweichender Betonung Cymḗlus, da das η/ē in der vorletzten Silbe lang ist. Pape sieht in dem Namen eine Verwandtschaft mit κύβελος, Beil, Axt, wodurch die Bedeutung seines Namens durchaus dem heroisch-kämpferischen Bereich zuzuordnen wäre.
Der Name taucht nur hier bei Ovid auf und „ist anderweitig nicht bekannt.“ Bei der Vielzahl der Lapithen, die bei Ovid mitkämpfen, liegt es nahe, dass er auch diesen dazu erfunden hat.

## Mythos
Nestor erzählt die Kentauromachie, war er doch selbst dabei. Er hebt die Heldentaten der Lapithen hervor, die im Schlachtgetümmel die Oberhand gewinnen, aber trotzdem noch einige Verluste hinnehmen müssen, wie den des Kymelos: 
Ovid: „453 memini et venabula condi / inguine Nesseis manibus coniecta Cymeli.“
Eigenübersetzung in Prosa: „453 Und ich erinnere mich, dass der Jagdspieß tief hineingestoßen wurde / in den Unterleib des Cymelus, geschleudert von der Hand des Nessus.“
Übersetzung Suchier im Versmaß: „453 Noch seh ich den Jagdspeer, / der, von Nessus geschnellt, sich barg in dem Bauch des Cymelus.“
Kymelos wird tödlich verwundet. Sein Mythos ist kurz, doch sein Name, von Ovid an das Ende der Szene gestellt, hallt nach. Das Hyperbaton inguine ... Kymeli, im Unterleib ... des Kymelos, erzeugt einen kurzen Spannungsbogen, der den Namen noch weiter betont.